# Žibrica
Žibrica (616,6 m n. m.) je nejvyšší hora geomorfologického podcelku Zobor, v jižní části pohoří Tribeč. Nachází se na severním okraji území, přibližně šest kilometrů severovýchodně od Nitry.
Vrchol a část úbočí hory jsou chráněny jako přírodní rezervace vyhlášená roku 1954. Chráněné území o rozloze 68,61 hektaru zasahuje do správních území obcí Podhorany, Štitáre a Žirany. Předmětem ochrany jsou stepní, lesostepní a lesní společenstva rostlin a živočichů.

## Přírodní poměry
Nachází se na severovýchodě podcelku Zobor, který tvoří nejjižnější část pohoří Tribeč. Od zbytku pohoří je podcelek oddělen hlubokou Huntáckou dolinou, kterou vede železniční trať Lužianky - Zlaté Moravce. Severovýchodní úpatí klesá k obci Žírany, západně leží Měchenice, osada Podhoran, a jižně obec Štitáre. Mělkým sedlem je oddělen severozápadně ležící vrch Vreteno (396 metrů), Jihozápadním sousedem v hřebeni pohoří je 476 metrů vysoký Haranč. Vrcholem vede Ponitranská magistrála, spojující Nitru s Handlovou hřebeny pohoří Tribeč a Vtáčnik.

## Přístup
- po červené značce (Ponitranská magistrála):
  - z obce Žirany
  - z Nitry přes vrch Zobor
- po modré ze Štitár přes Sedlo pod Žibricou
- po žluté značce z Mecheníc přes rozcestí Pod Dlhou skalou